# Théodore Simon

Théodore Simon (Dijon, 10 de Julho de 1872 — 1961) foi um psicólogo e psicometrista francês, co-autor do teste Binet-Simon e da respectiva escala de inteligência. 

## Biografia
Theodore Simon nasceu em 10 de julho de 1872 em Dijon, na França. Na sua infância era fascinado pelo trabalho de Alfred Binet e constantemente lia seus livros, desde então seu interesse pela psicologia foi aumentando constantemente. Em 1899 tornou-se estagiário no asilo de  Perray-Vaucluse, onde começou seu trabalho com crianças anormais, o que o aproximou de Binet que estudava sobre a correlação entre o crescimento físico e o desenvolvimento intelectual. Simon formou-se em medicina na Universidade de Paris. 

Theodore Simon ficou conhecido por sua colaboração com  Alfred Binet na construção da primeira escala de medida de inteligência, Escala de Binet-Simon , em 1905. Ao longo de sua vida após este ponto, Simon sempre se manteve crítico ao uso impróprio da escala. pois ele acreditava que a sua utilização inadequado impedia o alcance da meta de Binet: compreender os seres humanos, a sua natureza e o seu desenvolvimento.No ano de 1912 tornou-se presidente da Société Libre pourL’Étude de L’Enfant, hoje Societé Alfred Binet, tendo sido editor do Bulletin, periódico dessa Sociedade. Morreu de causas naturais em 1961.

## No Brasil
Enquanto diretor do Estabelecimento para Anormais Perray-Vaucluse em Paris no ano de 1929, foi convidado pelo governo mineiro a colaborar na fundação do Laboratório de Psicologia da Escola de Aperfeiçoamento de Professores e na reforma de ensino promovida por Francisco Campos. Foi recebido no Rio de Janeiro por membros da Associação Brasileira de Educação. Theodore Simon chegou a Belo Horizonte no dia 5 de fevereiro  e em sua viagem exerceu com agudeza seus dotes de observador e cientista sobre o trabalho na Escola de Aperfeiçoamento. O cientista francês contribuiu para a criação da Escola Normal e para a construção do grupo escolar. Visitou a escola Delfim Moreira, Affonso Penna, Bernardo Monteiro, Pedro II, Barão do Rio Branco e Barão de Macaúbas onde iniciou uma série de conferências sobre testes para professores de Belo Horizonte. Enquanto a Escola de Aperfeiçoamento não funcionava, ministrou em Belo Horizonte conferências sobre “Métodos Pedagógicos e Pedagogia Experimental” no grupo Escolar Barão do Rio Branco, abordando os testes de inteligência  e a construção da escala Binet-Simon. 

Na Escola de Aperfeiçoamento realizou demonstrações e exercícios práticos formando novas alunas e durante algum tempo em Belo Horizonte, orientou grupos escolares, particularmente no Grupo Escolar Pedro II, com testes de inteligência, ortografia, leitura e cálculo, com a finalidade de traçar o desenvolvimento físico e características psicológicas da criança escolar mineira. Simon dizia que o ensino para os professores visava a aquisição de uma técnicas psicológicas, intelectual e moral. Dessa forma o ideal seria que as Escolas Normais se destinassem a prática de técnicas pedagógicas, sendo realizados estudos preparatórios.

## Obras do autor
- Desenvolvimento physico e desenvolvimento intelectual (1936)